# Pelophryne api
Pelophryne api là một loài cóc thuộc họ Bufonidae.
Loài này có ở Malaysia và có thể có ở Brunei.
Môi trường sống tự nhiên của chúng là rừng ẩm vùng đất thấp nhiệt đới hoặc cận nhiệt đới, vùng núi ẩm nhiệt đới hoặc cận nhiệt đới, và đầm nước ngọt có nước theo mùa.